# Tīna Graudiņa
Tīna Graudiņa (Riga, 9 marzo 1998) è una giocatrice di beach volley lettone.

## Biografia
Nasce in una famiglia di sportivi: sia suo nonno Artūrs Graudiņš che sua nonna Staņislava Spruženiece erano campioni nazionali di salto in alto.
Giocando in coppia con Anastasija Kravčenoka guadagnò la medaglia d'oro nel campionato europeo Under-22 del 2016 e, due anni dopo, quella d'argento alla medesima competizione.
Nel 2019 vinse i Campionati europei di beach volley, sempre in coppia con Anastasija Kravčenoka.
Ha rappresentato la Lettonia ai Giochi della XXXII Olimpiade di Tokyo 2020: Graudiņa e Anastasija Kravčenoka sono state la prima coppia femminile lettone a qualificarsi alle Olimpiadi. Al torneo, dopo essere arrivate seconde alle spalle delle americane Claes – Sponcil, le lettoni hanno eliminato agli ottavi le russe Makroguzova – Kholomina e ai quarti del canadesi Bansley - Wilkerson, entrando in zona medaglia. Successivamente, però, persero sia la semifinale contro la coppia australiana Artacho del Solar – Clancy sia la finale per il bronzo contro le svizzere Heidrich - Vergé-Dépré, restando fuori dal podio.
Subito dopo le Olimpiadi partecipò agli europei di Vienna, sempre in coppia con Kravčenoka: la coppia finì nuovamente quarta, mancando la conquista del podio.
Nel 2022, sempre in coppia con Kravčenoka, conquistò a Monaco di Baviera il suo secondo europeo.
Gareggia per l'University of Southern California.

## Palmarès

### Campionati europei
- 2 ori: a Mosca 2019 e a Monaco di Baviera 2022